# Instituto Colombiano de Crédito Educativo y Estudios Técnicos en el Exterior

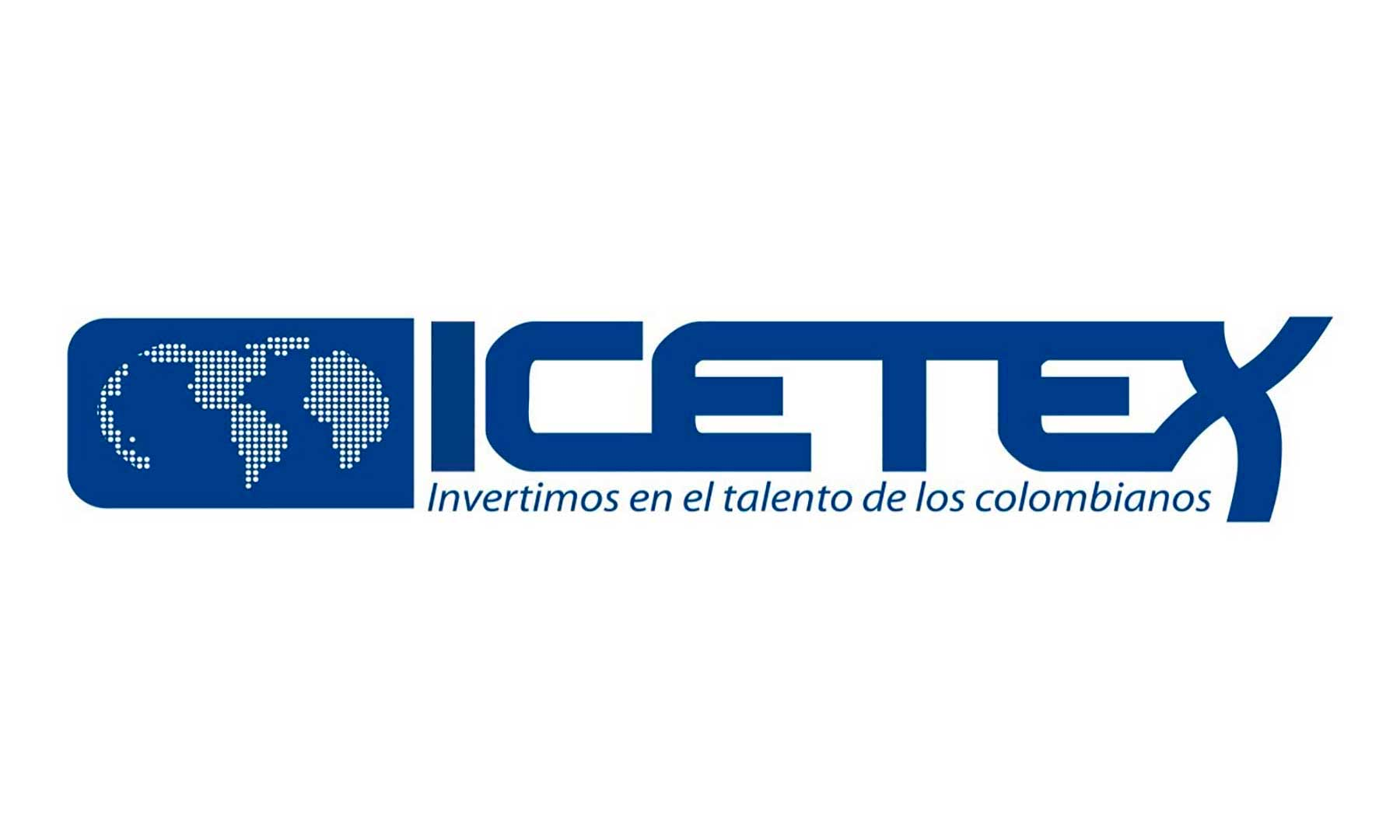
Logo

Das Instituto Colombiano de Crédito Educativo y Estudios Técnicos en el Exterior (ICETEX) ist eine kolumbianische Regierungsbehörde, die Bildungsdarlehen und Stipendien an kolumbianische Studenten vergibt, damit diese im In- oder Ausland studieren können. Gegründet 1950, zielt ICETEX darauf ab, den Zugang zu Bildung zu fördern, insbesondere für Studenten mit geringen finanziellen Ressourcen. Es hat seinen Sitz an der Carrera 3 # 18-32 in Bogotá.
ICETEX ist das älteste staatlich geförderte Studienkreditprogramm der Welt. Die Organisation bietet langfristige Darlehen, die in der Regel während oder nach Abschluss des Studiums zurückgezahlt werden müssen, und arbeitet häufig mit Universitäten und anderen Bildungseinrichtungen zusammen. Neben Darlehen bietet ICETEX auch Stipendienprogramme für herausragende Studenten an, die ihre Ausbildung sowohl in Kolumbien als auch international weiterführen möchten.